# ISO 3166-2:SV
ISO 3166-2:SV – kody ISO 3166-2 dla podjednostek administracyjnych Salwadoru.
Kody ISO 3166-2 to część standardu ISO 3166 publikowanego przez Międzynarodową Organizację Normalizacyjną. Kody te są przypisywane głównym jednostkom podziału administracyjnego, takim jak np. województwa czy stany, każdego kraju posiadającego kod w standardzie ISO 3166-1.
Aktualnie (2019) dla Salwadoru zdefiniowano kody dla 14 departamentów.
Pierwsza część oznaczenia to kod Salwadoru zgodnie z ISO 3166-1, natomiast druga część oznaczenia znajdująca się po myślniku to dwuliterowy kod jednostki administracyjnej.

## Kody ISO
| Kod ISO | Nazwa jednostki administracyjnej | Nazwa jednostki administracyjnej w języku hiszpańskim | Rodzaj jednostki administracyjnej |
| ------- | -------------------------------- | ----------------------------------------------------- | --------------------------------- |
| SV-AH   | Ahuachapán                       | Ahuachapán                                            | departament                       |
| SV-CA   | Cabañas                          | Cabañas                                               | departament                       |
| SV-CH   | Chalatenango                     | Chalatenango                                          | departament                       |
| SV-CU   | Cuscatlán                        | Cuscatlán                                             | departament                       |
| SV-LI   | La Libertad                      | La Libertad                                           | departament                       |
| SV-PA   | La Paz                           | La Paz                                                | departament                       |
| SV-UN   | La Unión                         | La Unión                                              | departament                       |
| SV-MO   | Morazán                          | Morazán                                               | departament                       |
| SV-SM   | San Miguel                       | San Miguel                                            | departament                       |
| SV-SS   | San Salvador                     | San Salvador                                          | departament                       |
| SV-SV   | San Vicente                      | San Vicente                                           | departament                       |
| SV-SA   | Santa Ana                        | Santa Ana                                             | departament                       |
| SV-SO   | Sonsonate                        | Sonsonate                                             | departament                       |
| SV-US   | Usulután                         | Usulután                                              | departament                       |